# Eduardo Andreozzi
Eduardo Andreozzi (* 1892; † 1979) war ein brasilianischer Jazzmusiker mit italienischen Wurzeln.

## Leben
Eduardo Andreozzi spielte Violine und Saxophon. Er studierte von 1917 bis 1919 in Rio de Janeiro bei Professor Bastiani und gehörte später als Leiter diverser Orchestern zu den Pionieren des Latin Jazz. Von 1919 bis 1921 leitete er ein Orchester in Palace Hotel in Rio de Janeiro. Zwischen 1919 und 1924 produzierte Odeon in Rio Aufnahmen von Andreozzi. Etwa ab der Mitte der 1920er Jahre trat er in Europa auf; zunächst in Mailand, später in Deutschland. Aus dieser Phase stammen Aufnahmen von der Grammophon in Berlin; später wurde ein Teil dieser Aufnahmen auch bei Derby gepresst. Er arbeitete unter anderem mit Gregor Keleklian, dem Trompeter Mickey Diamond und Sydney Sterling. Sein letztes Engagement in Europa hatte er 1934 im Efreuna in Chemnitz. Nach dem Zweiten Weltkrieg machte Andreozzi offenbar nicht mehr viel von sich reden.

## Diskographie (unvollständig)
- Temple Bells/ Everything ist Hotsy Totsy Now (Deutsche Grammophon G 20338, 1926)
- Yes Sir! That's my Baby/ One Smile (Deutsche Grammophon G 20339, 1926)
- Hong Kong Dream Girl/ Big Bad Bill (Deutsche Grammophon G 20340)
- By the Lake/ When My Sugar Walks Down the Street (Deutsche Grammophon G 20341)
- Susy, Play Me "El Serucco" Once More/ I'm Longin' For You (Deutsche Grammophon G 20342)
- Lucky Kentucky/ Luck is Just Wish for You (Deutsche Grammophon G 20343)